# Kövecses Zoltán
Kövecses Zoltán (Újpest, 1946. szeptember 23. –) magyar nyelvész, lexikográfus, magyar bajnok és KEK-győztes vízilabdázó. Az Eötvös Loránd Tudományegyetem Bölcsészettudományi Kar Angol–Amerikai Intézet oktatója.

## Élete

### Tudományos munkássága
Az egyetemet sportpályafutása mellett végezte, az ELTE Bölcsészettudományi Karán diplomázott 1972-ben. 1973-ban dolgozata jelent meg Kommunikáció a vízilabdában címmel, ami a sportelmélet egyik legkevésbé kidolgozott területére, a kommunikációra irányította a figyelmet. 1975-ben már óraadó volt, 1976 óta pedig az Eötvös Loránd Tudományegyetem Bölcsészettudományi Kar Angol–Amerikai Intézet oktatója. Ezekben az években még a Fradi OB I-es vízilabdacsapatának is tartott angolórákat. 1982-83-ban a Berkeley Egyetemen dolgozott. 1996-ban szerezte meg a nyelvtudomány doktora fokozatot, 1997-ben a habilitált doktori címet, majd 1998-ban egyetemi tanárrá nevezték ki.
Különböző ösztöndíjakkal a világ számos egyetemén oktatott, így a Nevadai Egyetemen (Las Vegas), a Rutgers Egyetemen (New Brunswick), a Massachusetts Egyetemen (Amherst), a Hamburgi Egyetem (Hamburg) és a Dél-dániai Egyetemen (Odense). A PhD védelmi bizottság tagja a Murcia Egyetemen (Murcia), külső vizsgáztató a Cambridge-i Egyetemen (Cambridge) és a Helsinki Egyetemen (Helsinki).
Kutatási területei: kognitív nyelvészet; metafora és metonímia; absztrakt fogalmak; kogníció és kultúra; amerikai angol; érzelmek konceptualizálása; szleng.

### Sportpályafutása
1958-ban kezdett sportolni az Újpesti Dózsa vízilabdacsapatában. 1964-ben a Ferencvároshoz igazolt. 1965-ben tagja lett az ifjúsági válogatottnak. Az 1964-től 1978-ig szerepelt a Fradival a vízilabda OB I.-ben. Az 1970. évi nyári universiadén bronzérmet szerzett. 1974-ben és 1977 csapatával megnyerte a kupagyőztesek Európa-kupáját. 1977-ben LEN-szuperkupa győztes volt.
Eredményei
- kupagyőztesek Európa-kupája
  - győztes (1974, 1977)
- LEN-szuperkupa
  - győztes (1977)
- Magyar bajnokság
  - győztes (1965, 1968)
  - második (1964, 1966, 1969, 1974)
  - harmadik (1967, 1970, 1971, 1972, 1973, 1975, 1977, 1978)
- Magyar kupa
  - győztes (1964, 1965, 1967, 1969, 1973, 1977)
- Universiade
  - harmadik (1970)
  - ötödik (1973)

## Könyvei
- Where Metaphors Come From. Reconsidering Context in Metaphor – 2015. Oxford and New York: Oxford University Press ISBN 9780190224868
- Ten lectures on figurative meaning-making: the role of body and context – 2012. Eminent Linguists Lecture Series. Beijing: Foreign Language Teaching and Research Press / Brill, 2018 ISBN 9004364897
- Metaphor. A Practical Introduction. 2010. Second revised edition. Oxford and New York: Oxford University Press
- Kövecses Zoltán–Benczes Réka: Kognitív nyelvészet; Akadémiai, Budapest, 2010
- Language, Mind, and Culture. 2006. Oxford and New York: Oxford University Press
- A metafora. Gyakorlati bevezetés a kognitív metaforaelméletbe; ford. Várhelyi Gabriella, Kövecses Zoltán; Typotex, Budapest, 2005 (Test és lélek)
- Metaphor in Culture. Universality and Variation. 2005. Cambridge and New York: Cambridge University Press
- American English. An Introduction. 2000. Peterborough, ON, Canada: Broadview Press
- Metaphor and Emotion. Language, Culture, and Body in Human Feeling. 2000. Cambridge and New York: Cambridge University Press
- Magyar-angol kifejezéstár (második, bővített kiadás) 2010. Budapest: Akadémiai Kiadó
- Magyar szlengszótár 2009 (második kiadás) Budapest: Akadémiai Kiadó
- Magyar-angol nagyszótár 1998. Országh Lászlóval és Futász Dezsővel Budapest: Akadémiai Kiadó ISBN 9630575159

### Publikációs tevékenység
- Metaphor and Symbol folyóirat szerkesztőbizottsági tag
- Cognitive Linguistics folyóirat társszerkesztő

## Díjai
- Széchenyi professzori ösztöndíj (1998–2001)
- Magay Tamás, Országh László: Angol-magyar szótár – az Akadémiai Kiadó nívódíja (Kövecses közreműködő volt Futász Dezsővel – 2000)[14]
- Országh László-díj, 2003[15]
- Charles Simonyi Research Scholarship Award (2008)[16]
- Ürményi József-díj (az ELTE oktatóinak, 2015)[17]